# Павловиці (Сохачевський повіт)
Павловиці (пол. Pawłowice) — село в Польщі, у гміні Тересін Сохачевського повіту Мазовецького воєводства.
Населення — 433 особи (2011).
У 1975-1998 роках село належало до Скерневицького воєводства.

## Демографія
Демографічна структура станом на 31 березня 2011 року:
|          | Загалом | Допрацездатний вік | Працездатний вік | Постпрацездатний вік |
| -------- | ------- | ------------------ | ---------------- | -------------------- |
| Чоловіки | 214     | 43                 | 147              | 24                   |
| Жінки    | 219     | 51                 | 118              | 50                   |
| Разом    | 433     | 94                 | 265              | 74                   |